# Island Harbour
Island Harbour är en ort och ett distrikt på Anguilla. Den ligger i den nordöstra delen av landet, 7 kilometer nordost om huvudstaden The Valley. Antalet invånare är 988.